# Alberto Jiménez Monteagudo
Alberto Jiménez Monteagudo (Valdeganga, 27 september 1974), is een gewezen Spaanse voetballer en is momenteel actief als trainer.

## Voetballer
Tijdens het seizoen 1993-1994 tekende hij zijn eerste professioneel contract bij Albacete Balompié, dat destijds uitkwam in de Primera División. Tijdens de drie seizoenen zou hij in totaal 9 maal spelen. Maar toen de ploeg op het einde van het laatste seizoen zich niet kon handhaven, kwam hij tijdens het seizoen 1995-1996 bij Segunda División B-ploeg CE L'Hospitalet terecht, waar hij één doelpunt zou scoren tijdens 17 wedstrijden. Het daaropvolgende seizoen 1996-1997 zou hij tekenden bij reeksgenoot CD Manchego waar hij met vijf doelpunten uit 28 wedstrijden het meest productief was tijdens heel zijn carrière.
De twee daaropvolgende seizoenen trad hij aan bij traditieploeg Recreativo Huelva.  Tijdens het eerste seizoen 1997-1998 zou de ploeg de promoties naar de Segunda División A afdwingen.  In deze reeks zou hij in totaal acht achtereenvolgende seizoenen spelen bij achtereenvolgens Recreativo Huelva, UD Mérida, Real Murcia, UD Las Palmas, Algericas CF, Xerez CD en CD Numancia. Toen hij tijdens het seizoen 2005-2006 terugkeerde naar UD Las Palmas, speelde deze ploeg in de Segunda División B.  Het eerste seizoen kon de ploeg de promotie naar Segunda División A afdwingen, waar hij nog twee seizoenen zou meespelen.
Hij sloot zijn carrière af met nog twee seizoenen in de Segunda División B bij achtereenvolgens UD Vecindario tijdens seizoen 2007-2008 en Lucena CF tijdens seizoen 2008-2009.

## Trainer
Tijdens zijn laatste seizoen bij Lucena CF zou hij gedurende de laatste 8 wedstrijden trainer worden.  Tot op heden heeft hij met wisselende succes nog vijf andere ploegen uit de Segunda División B gecoacht, namelijk  Cultural Leonesa waarmee hij degradeerde, CD Badajoz waar hij de vier laatste wedstrijd de ploeg onder zijn leiding kreeg, maar er niet in slaagde om het behoud te vrijwaren, Cádiz CF waar hij na dertien wedstrijden vervangen werd door Ramón Blanco Rodríguez, die voor het einde van het seizoen overleed, La Roda CF waar hij na 31 wedstrijden vervangen werd door Pedro Sánchez De la Nieta Ogallar en FC Cartagena waar hij na 23 wedstrijden de ontslagen Víctor Fernández verving.  
Bij deze laatste ploeg tekende hij eerst een contract tot einde seizoen 2015-2016, maar toen de ploeg na 12 wedstrijden onder zijn leiding nog steeds ongeslagen was, verlengde hij op 28 april 2016 zijn contract tot einde juni 2017.  Na veertien wedstrijden van het seizoen 2016-2017 gebeurde er waarvoor de ploeg hem naar Cartagena had laten komen, de ploeg kwam aan de leiding van groep IV. Toen tijdens de winterstop de heenronde afgewerkt was en de ploeg nog steeds op de eerste plaats stond, werd zijn contract verlengd tot einde juni 2019.  Naast de trainer werden ook verschillende spelers verlengd, maar dit had een negatieve invloed op de prestaties en na een heel moeilijk seizoenseinde eindigde de ploeg maar op een vierde plaats na Lorca CF, Real Murcia en CF Villanovense.  Tijdens de eindronde werd CD Alcoyano nog uitgeschakeld, maar werd de ploeg in de tweede ronde uitgeschakeld door de latere stijger FC Barcelona B.  Tijdens het seizoen 2017-2018 viel het eerste succes samen met de Copa del Rey. Na overwinningen tegen reeksgenoten UCAM Murcia CF, CD Mirandés en CF Talavera de la Reina duidde de loting voor de 1/16 finale FC Sevilla aan als tegenstrever.  Ook tijdens de reguliere competitie was de ploeg niet weg te denken uit de top van het klassement. Tijdens de laatste wedstrijd werd de ploeg kampioen van de groep IV.  Voor de play off van de kampioenen werd de leider van groep I geloot, Rayo Majadahonda.  De wedstrijd te Cartagonova werd met 2-1 gewonnen dankzij doelpunten van Rubén Cruz Gil en Isaac Aketxe Barrutia.  Tijdens de terugwedstrijd zat het er lang goed uit, maar door een eigen doelpunt van Miguel Zabaco Tomé werd er met 1-0 verloren.  Dankzij de kampioenstitel was er nog een tweede kans en die startte bij Celta de Vigo B, de vierde van groep I.  De uitwedstrijd in Galicië eindigde op een scoreloos gelijkspel, waarna een doelpunt op vrijschop, getrapt door José Manuel López Gaspar, voldoende was om zich voor de finale te plaatsen.  Voor deze laatste stap werd de vierde uit hun reeks, Extremadura UD, aangeduid.  Nadat dat de heenwedstrijd met 1-0 verloren ging, werd tijdens de thuiswedstrijd niet gescoord door beide ploegen en miste Cartagena zo de promotie.  De daaropvolgende week kwamen de eerste geruchten over zijn vertrek naar boven. en op 3 juli werd zijn contract in samenspraak ontbonden.  Een week erna werd op 10 juli aangekondigd dat de Uruguayaan Gustavo Munúa de ploeg zou leiden tijdens het seizoen 2018-2019.
Voor het seizoen 2018-2019 vond hij onderdak in Griekenland bij Apollon Smyrnis, een ploeg uit de Super League.  Hij tekende er na de tweede competitie wedstrijd en verving er Valérien Ismaël, die nog maar aangesteld was sinds 28 mei 2018. Ook zijn verblijf zou van heel korte duur zijn, van 10 september tot 2 oktober 2018.  Dezelfde maand tekende hij voor CD Lugo, een ploeg uit de Segunda División A.  Hij verving er de net ontslagen Francisco Javier López Castro. Toen er tijdens de 35ste speeldag verloren werd van Granada CF en de ploeg in de degradatiezone terecht kwam, werd op 20 april 2019 het contract verbroken.
Tijdens het seizoen 2019-2020 zette hij weer een stapje terug en dit bij Recreativo Huelva, een ploeg die vorig jaar onder trainer José María Salmerón nog kampioen werd in de Segunda División B, maar die de promotie misgelopen was tijdens de eindronde. Hij tekende een contract voor twee seizoenen.  Bij deze ploeg haalde hij verschillende spelers die hij nog gekend had tijdens zijn successen bij FC Cartagena, Sergio Jiménez García, Enrique Rivero Pérez, Rubén Cruz Gil en Óscar Ramírez Martín, en van zijn ervarig bij CD Lugo, Gustavo Quezada (uitleen).  Hij slaagde er echter nooit in om er een goed draaiende ploeg van te maken.  Toen de ploeg na 24 wedstrijden op een troosteloze dertiende plaats stond, werd hij vervangen door Claudio Barragán. 
Op 20 februari 2022 tekende hij een contract tot het einde van het lopende seizoen bij het in degradatiegevaar verkerend Real Balompédica Linense.  De ploeg speelde in de Primera División RFEF en kon dankzij zijn inbreng vijf wedstrijden winnen, drie gelijke spelen behalen en zes maal verliezen.  Dankzij deze remonte kwam de ploeg uiteindelijk op de twaalfde plaats terecht, vier punten boven de eerste degradant.  Dankzij deze mooie resultaten en om de continuïteit te bewaren, werd zijn contract tot 2024 verlengdReal Balompédica Linense.  Het nieuwe seizoen 2022-2023 startte daarentegen helemaal niet goed.  Nadat er tijdens de eerste acht wedstrijden van de competitie geen enkele winnend werd afgesloten, werd hij op 19 oktober 2022 ontslagen.
UCAM Murcia CF werd vanaf 14 februari 2024 zijn volgende ploeg.  De ploeg was afgezakt op de tiende plaats van de Segunda División RFEF, enkel op zes punten van een degradatieplaats.  Hij werd ingehaald om de ploeg te redden en tekende daarvoor tot het einde van het seizoen.